# Guadalupe Victoria (Tabasco)
Guadalupe Victoria es una localidad del municipio de Huimanguillo ubicado en la subregión de la Chontalpa del estado mexicano de Tabasco.

## Geografía
La localidad de Guadalupe Victoria se sitúa en las coordenadas geográficas 17°37′43″N 93°39′54″O / 17.628611, -93.665000, a una elevación de 51 metros sobre el nivel del mar.

## Demografía
Según el Conteo de Población y Vivienda 2020, efectuado por el Instituto Nacional de Estadística y Geografía, la localidad de Guadalupe Victoria tiene 328 habitantes, de los cuales 154 son del sexo masculino y 174 del sexo femenino. Su tasa de fecundidad es de 2.82 hijos por mujer y tiene 90 viviendas particulares habitadas.
| Gráfica de evolución demográfica de Guadalupe Victoria entre 1960 y 2020 |
|                                                                          |
| INEGI.                                                                   |